# Lac Washington (Floride)
Le lac Washington est un lac des États-Unis situé dans le comté de Brevard en Floride. Il est le 41e plus grand lac de l'État et approvisionne en eau potable les deux-tiers des habitants de la ville de Melbourne.

## Source de la traduction
- (en) Cet article est partiellement ou en totalité issu de l’article de Wikipédia en anglais intitulé « Lake Washington (Florida) » (voir la liste des auteurs).